# Wojciech Pollok
Wojciech Pollok (* 25. Juni 1982 in Pyskowice, Polen) ist ein ehemaliger polnisch-deutscher Fußballspieler und heutiger Spielerberater.

## Karriere
Wojciech Pollok begann seine Karriere bei der zweiten Mannschaft von Borussia Dortmund. Über die Stationen SG Wattenscheid 09 II, SC Hassel und einem sehr erfolgreichen Jahr beim SV Lippstadt 08, kehrte Pollok noch mal zu Borussia Dortmund II zurück. Nach einem Jahr verließ er Dortmund wieder und wechselte zu Kickers Emden und im Anschluss zum Bonner SC. In der Saison 2008/09 wurde Pollok Torschützenkönig in der Regionalliga Nord im Dienste des SV Wilhelmshaven. Zur Saison 2009/10 wechselte er zu Preußen Münster. Mit den Münsteranern schaffte er 2011 den Aufstieg in die 3. Liga. Für Münster bestritt Pollok zwei Spiele in der dritthöchsten deutschen Spielklasse, ehe er zu Eintracht Trier wechselte. Zur Saison 2012/13 wechselte er zu den Sportfreunden Siegen. Im Januar 2013 wurde er an den SV Wilhelmshaven verliehen und kehrte damit an seine alte Wirkungsstätte zurück. Im Juli 2013 unterschrieb er einen Zweijahresvertrag beim West-Regionalligisten SC Wiedenbrück 2000. Danach ließ er seine Karriere bis 2017 bei diversen Bezirksligisten im Ruhrgebiet ausklingen. In der Saison 2019/20 war er noch kurzzeitig Co-Trainer des SC Weitmar 45.

## Sonstiges
Aktuell ist Wojciech Pollok Geschäftsführer und Berater der Spielerberatungsagentur Passion4Players.

## Erfolge
- Westfalenpokalsieger: 2010

## Auszeichnungen
- Torschützenkönig der Regionalliga Nord 2008/09 mit 22 Toren für den SV Wilhelmshaven
- Torschützenkönig der Oberliga Westfalen 2004/05 mit 22 Toren für den SV Lippstadt 08